# Boxspring

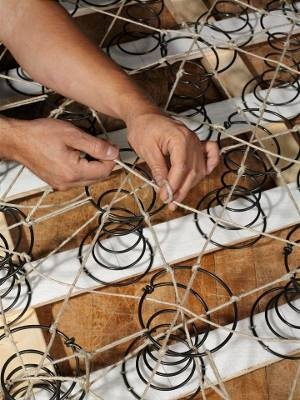
De veren in het binnenste van een boxspring

De Engelse term boxspring betekent een box met veren. Het is een verend onderstel bestaand uit een box met veren. Een kwalitatieve boxspring bestaat uit een houten box gemaakt van massief hout, triplex, multiplex of een combinatie hiervan, met daarin een lattenbodem met daarop veren die met de hand bevestigd worden, meestal geknoopt. Dit geheel wordt afgedekt door een natuurlijke werkstof, bijvoorbeeld paardenhaar en schuurwol, vanwege hun goede eigenschappen, met name temperatuur- en vochtregulatie. 
Wegens de duurzaamheid en het comfort wordt het systeem vaak toegepast in hotels, en ook wel hotelbed genoemd.

## Samenstelling
Vrij vertaald is een boxspring een "bak met veren". Het is  een matrasdrager die is gevuld met metalen spiraalveren, met de nodige loze ruimte die zorgt voor extra ventilatie. De binnenkant van de matrasdrager is meestal afgedekt met schuim. 
Er worden ook combinaties aangeboden met een harde bak. Deze mogen wettelijk geen boxspring genoemd worden, maar slechts boxbed of dergelijke zonder het woord spring of veren er in.
Wegens de lagere prijs worden deze vaak in hotels of vakantieparken ingezet met daarop een dikke bonell-binnenvering of pocketvering aangezien dit steviger is,  langer mee gaat en hufterproof is. Vaak wordt een geplastificeerde molton gebruikt als bescherming tegen transpiratie en om de hygiëne te verhogen. Dit kom het slaapcomfort niet ten goede door slecht afgevoerde transpiratie.

## Boxspringcombinatie (boxspringbed met of zonder topdekmatras)
Een boxspringbed bestaat uit de onderbak met veren (de boxspring) en daarop een matras  die eventueel ook veren bevat. Dat is echter niet verplicht,  want de term boxspring refereert alleen aan de bak met veren en niet aan de matras die er op ligt. 
Eventueel kan nog een topdekmatras gebruikt worden voor extra ligcomfort en om de matras zelf te beschermen. Topdekmatrassen worden ook toegepast bij goedkope boxspringbedden van slechte kwaliteit om de slechte ligeigenschappen te maskeren. Bij aankoop van een boxspring is het raadzaam een eventueel  topdekmatras te verwijderen en te gaan liggen op de matras zelf. 
De meest gebruikte matrassen bevatten pocketvering. Hoogwaardige matrassen zijn vervaardigd van natuurlatex of andere natuurlijke materialen zoals kapok en schuurwol. Een kwalitatief goede boxspring begint daarom bij prijzen vanaf   2500 euro. 
Een matras op een boxspring geeft een beter gereguleerde lichaamsondersteuning dan hetzelfde matras op een lattenbodem of spiraal, omdat de boxspring een langere veerweg heeft. 
Een gemiddelde boxspringcombinatie is tussen de 50 en 70 centimeter hoog. Door de samenstelling is er een goede regulering van vocht en ventilatie en wordt het gewicht gelijkmatig verdeeld.